# НХЛ Зимски класик 2014.
НХЛ Зимски класик 2014. ће бити шести по реду Зимски класик, утакмица у НХЛ-у која ће бити одиграна 1. јануара 2014. на отвореном
Утакмица ће бити одиграна на Мичиген стадиону који је намењен за амерички фудбал, а који припада Универзитету Мичиген, између Детроит ред вингса и Торонто мејпл лифса.

## Отказивање Зимског класика 2013.
НХЛ Зимски класик је првобитно био заказан за 1. јануар 2013. Утакмицу је требало да играју Детроит ред вингси и Торонто мејпл лифси. Због штрајка играча (lockout) одлучено је 2. новембра 2012. да се откаже зимски класик. Комесар НХЛ лиге Бил Дејли прилом саопштавања одлуке рекао да ће се следећи зимски класик одржати у Мичигену и да ће играти исти тимови.